# Неконтактні народи

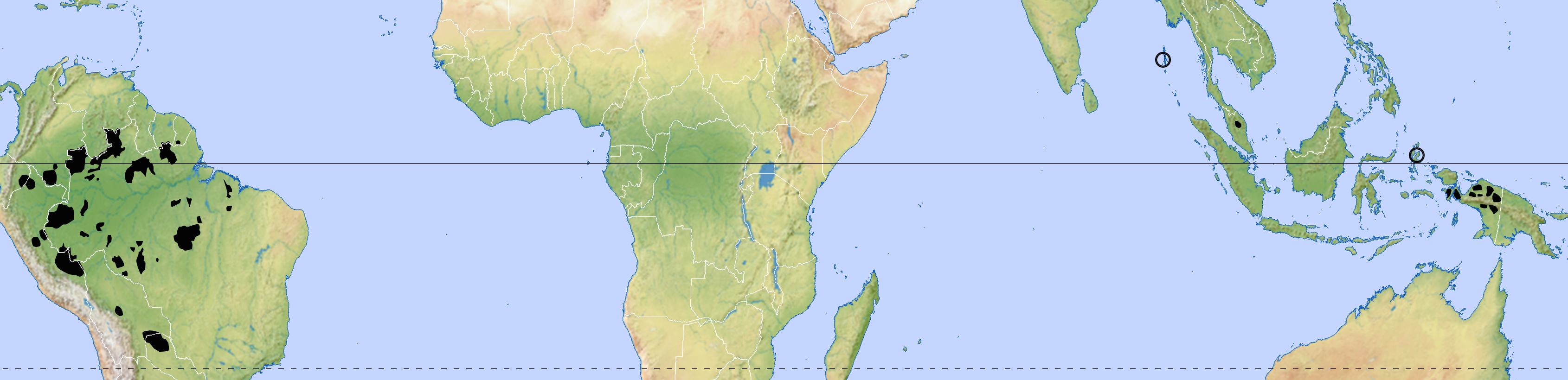
Карта неконтактних племен

Неконтактні народи — народи, які за власним рішенням чи через збіг обставин живуть без істотного контакту з зовнішнім світом і сучасною цивілізацією.
Навряд чи зараз існують народи, що ніколи не мали ніяких контактів з сучасною цивілізацією, проте є багато таких, що навмисно роблять контакти з собою дуже важкими чи небезпечними. Громадські організації з захисту прав тубільних народів пропонують облишити спроби увійти у контакт з такими групами і дати їм змогу жити на власний розсуд, поважаючи їхнє право на самовизначення.

Країни проживання неконтактних народів

Однією з проблем контакту з такими групами є відсутність у них імунітету проти захворювань, які можуть переносити дослідники, контактуючи з такими людьми. Це може спричинити трагічні наслідки, тому що навіть звичайна застуда може стати смертельною для особи, що не має проти неї природного імунітету.
За наших часів продовжують відмовлятися від контактів із зовнішнім світом племена сентінельців з Андаманських островів. Декілька неконтактних племен є на Новій Гвінеї і в Амазонії (зокрема плем'я тагаері індіанського народу уаорані в Еквадорі і народності кірінері, науа і нанті, що живуть у заповіднику Науа-Кугапакорі в Перу).

## Останні представники неконтактних племен
24 серпня 2022 року представник фонду FUNAI Альтаїр Хосе Альгаєр знайшов мертвим Людину з нори. Він був останнім представником свого народу, що жив в тропічних лісах Амазонки в бразильському штаті Рондонія. Він був єдиним мешканцем території корінного населення Танару, що була захищена правами території корінного населення, демаркованої урядом Бразилії 2007 року. Невідомо, якою мовою розмовляла Людина з нори, як називався його народ і яким було ім'я цього чоловіка. Він був останнім членом свого племені, який вижив після геноциду корінних народів Бразилії, здійсненого бразильськими поселенцями в 1970-1990-х роках. Людина з нори жив у самотності з середини 1990-х до своєї смерті 2022 року. З 1996 року бразильський Національний індіанський фонд (FUNAI) стежив за цим чоловіком і час від часу спілкувався з ним на відстані, але він бажав залишатися ізольованим.